# Cheumatopsyche brevis
Cheumatopsyche brevis är en nattsländeart som först beskrevs av Georg Ulmer 1930.  Cheumatopsyche brevis ingår i släktet Cheumatopsyche och familjen ryssjenattsländor. Inga underarter finns listade i Catalogue of Life.